# Фред Александр Барклі
Фред Александр Барклі (англ. Fred Alexander Barkley, 1908 — 1989) — американський ботанік.   

## Біографія
Фред Александр Барклі народився у 1908 році.
Він отримав докторський ступінь, захистивши дисертацію по роду Сумах.
Фред Александр Барклі помер у 1989 році.

## Наукова діяльність
Фред Александр Барклі спеціалізувався на насіннєвих рослинах.

## Наукові праці
- 1937. A monographic study of Rhus and its immediate allies in North and Central America, including the West Indies .... Ed. Saint Louis Washington University. 1937; pp. 265–498. illus. (incl. maps) pl. 10—26.
- 1938. A list of the orders and families of flowering plants, Modified Hutchinson system.
- 1939. Actinocheita. Ed. The University Press. 377 pp.
- 1939. Keys to the phyla of organisms, Including keys to the orders of the plant kingdom.
- 1957. An outline of the classification of bacteria.
- 1972. Begoniaceae: The genera, sections, and known species of each (The Buxtonian).
- 1974. The species of the Begoniaceae. Ed. Northeastern University. 144 pp.
- 1978. A list of the orders and families of Anthophyta with generic examples.